# Il paradiso delle donne
Il paradiso delle donne è una rappresentazione di avanspettacolo presentata dalla Compagnia Isa Bluette nella stagione 1927-1928. Il debutto, alla Sala Umberto I di Roma, è avvenuto il 3 febbraio 1928. Autori erano Ripp (Luigi Miaglia) e Bel Ami (Anacleto Francini).

## Critica
(Anonimo, La Tribuna, 4 febbraio 1928)